# Aurel Cosma
Aurel Cosma (n. 26 septembrie S.V. 13 septembrie 1867, Beregsău Mare – d. 31 iulie 1931, Timișoara) a fost un deputat în Marea Adunare Națională de la Alba Iulia, organismul legislativ reprezentativ al „tuturor românilor din Transilvania, Banat și Țara Ungurească”, cel care a adoptat hotărârea privind Unirea Transilvaniei cu România, la 1 decembrie 1918.

## Date biografice
A fost un avocat și om politic, președinte al Partidului Național Român și al Consiliului Național Român din Timișoara, membru al Marelui Sfat Național Român, primul prefect al județului Timiș-Torontal după alipirea Banatului la România, deputat, senator și ministru al Lucrărilor Publice.

## Studii
Aurel Cosma s-a născut ca fiu al învățătorului Damaschin (1844–1915) și al Mariei Panaiot. A urmat școala primară la Topolovățu Mare, unde tatăl său fusese mutat și — deoarece, pentru a putea urma liceul trebuia să termine școala generală la o școală de stat — la Școala Maghiară din Fabric. Gimnaziul și liceul l-a făcut la Liceul Piarist din Timișoara, luându-și bacalaureatul în 1888. În continuare, beneficiind de o semibursă (150 florini) „Emanuil Gojdu”, a urmat dreptul, inițial la Debrețin, apoi la Universitatea din Budapesta, unde la 28 aprilie 1894 a obținut titlul de doctor în științe juridice și în științe de stat cu teza Pedeapsa cu moartea. Timp de un an, între 1890–1891 și-a făcut stagiul militar la Școala de Artilerie de la Sibiu. În timpul studiilor a avut un rol important în distribuirea documentului Cestiunea română din Transilvania și Ungaria, interzis de autorități.
La 23 septembrie 1894 s-a căsătorit cu Lucia, una din fiicele lui Partenie Cosma.

## Activitate profesională
Stagiatura și-o face în birourile de avocatură ale lui Pavel Rotariu și Emanuil Ungurianu. Examenul de avocat („cenzura”) îl trece la 16 aprilie 1896, iar din 7 mai face parte din Camerei Avocaților Timișoara. La 7 februarie 1921 adunarea generală a membrilor a hotărât transformarea Camerei Avocaților în barou. Cu acea ocazie a fost ales primul decan al baroului în persoana avocatului Aurel Cosma. A profesat avocatura până la moarte.

## Activitate politică
Ca avocat, a scris în gazetele vremii numeroase articole politice și a colaborat la partea de jurisprudență din Enciclopedia Română. A fost membru fondator al Școalei Politehnice și a propus înființarea în Timișoara a unei Academii Comerciale. De asemenea, a sprijinit Biserica, fiind mereu deputat sinodal al diecezei Aradului.
Din 1902 a fost președintele Partidului Național Român din Timișoara, însă nu și deputat în Dieta Ungariei, înainte de 1904 respectând doctrina de pasivitate a partidului.
În timpul Primului Război Mondial a fost căpitan în armata austro-ungară, iar la sfârșitul războiului era comandantul lagărului de prizonieri din Timișoara. La 31 octombrie 1918, odată cu proclamarea Republicii Bănățene, în calitate de comandant a organizat Consiliul Militar Român din Timișoara și Garda Națională Românească. Tot atunci a organizat Consiliului Național Român din Timișoara, el fiind ales președinte. În calitate de conducător de facto al Banatului este ales în Marele Sfat Național Român.
La 17 noiembrie 1918 armata sârbă a ocupat Timișoara — revendicând întreg Banatul — și desființând organizațiile românești. Deși ocupanții au încercat să împiedice delegații din Banat să participe la Marea Adunare Națională de la Alba Iulia, totuși, delegația, al cărei șef era Aurel Cosma, s-a dus și a cerut unirea Banatului cu România.
La 27 iulie 1919 ultimele unități ale armatei sârbe s-au retras, iar comandantul trupelor franceze care preluaseră Banatul, generalul Charles de Tournadre l-a numit prefect pe Aurel Cosma. Deși guvernul Averescu după venirea la putere în 13 martie 1920 l-a confirmat în mod excepțional ca prefect al județului (guvernul înlăturase toți ceilalți funcționari membri ai PNR), la 4 aprilie Aurel Cosma și-a dat demisia și a organizat filiala din Banat a Partidului Național Liberal, fiind președintele ei. În perioada 24 ianuarie 1922 – 30 octombrie 1923 a fost ministru al Lucrărilor Publice în guvernul Brătianu. În 1927 este ales deputat din partea județului Timiș-Torontal, iar în primăvara anului 1931 senator.

## Decorații și onoruri
- Ordinul Național Steaua României, Comandor;[1][4]
- Ordinul „Coroana României”, Mare Cruce;[1][4]
- Ordinul „Ferdinand I”, Comandor;[1][4]
- Ordinul Sfântul Sava (en), Mare Cruce;[1][4]
- Ordinul Polonia Restituta, Mare Cruce;[1][4]
- Ordinul Phoenix (en), Mare Cruce;[1][4]
- Ordinul Sfântului Mormânt, Mare Ofițer;[1][4]
- Medalia „Meritul comercial și industrial”, clasa I;[1][4]
- Cetățean de onoare al orașului Timișoara;[1][4][5]
- Bust pe Aleea Personalităților, inaugurat la 3 august 2009;[12][13]
- O stradă din Timișoara îi poartă numele.[14]